# 蝴蝶刀

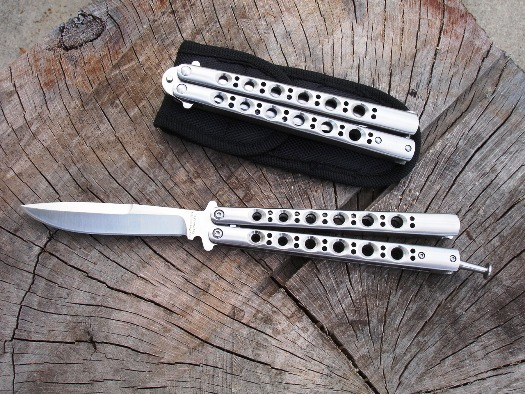
蝴蝶刀的開收狀態

蝴蝶刀（英語：Balisong、butterfly knife、fan knife）發源自菲律賓。是一種可折疊的小刀，有直柄和曲柄两种类型。兩個被軸承固定在柄腳上的刀柄可以經由旋轉而成為收納刀片的刀鞘，打開時能以刀柄夾住止刀柱，當關閉時，刀片隱藏在凹槽內，因此非常便于携带。另外因蝴蝶刀可以開合、旋轉、拋擲的特性，經過練習後，可以只用一隻手把玩，訓練成熟後也可使用雙手，這也使得蝴蝶刀成為一種類似轉筆的掌中運動。